# Грумпанский брактеат

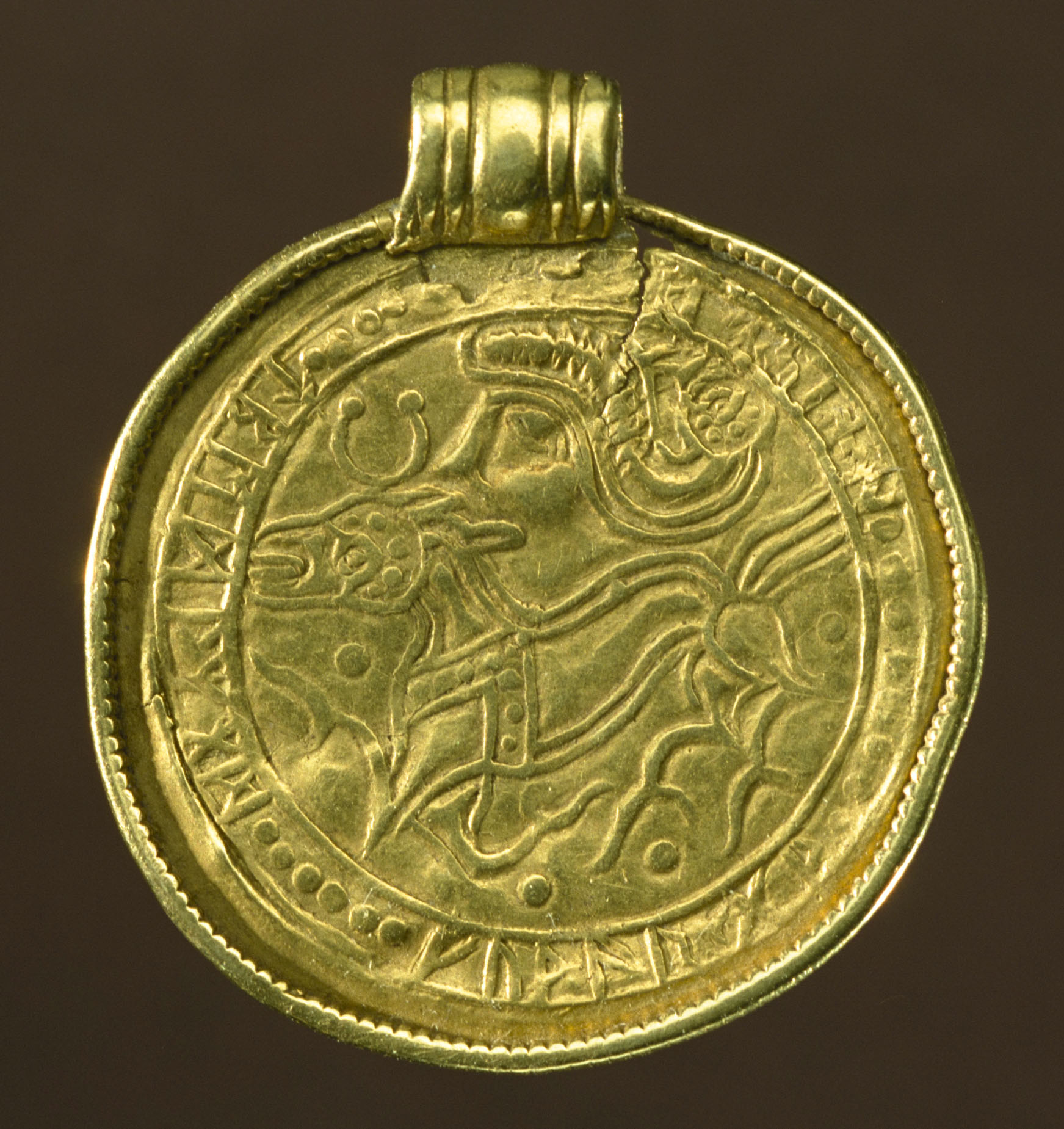
Грумпанский брактеат

Грумпанский брактеат, официальное научное название брактеат Vg 207 — один из трёх брактеатов с надписью, состоящей целиком, или частично из старшерунического футарка, найденных на территории Швеции.
В 1911 в Государственный исторический музей в Стокгольме был передан в дар клад, найденный при вспашке поля на хуторе Грумпан (швед. Grumpan), приход Севаре, Вестергётланд. Клад, состоявший из трёх золотых брактеатов типа C, двух золотых спиральных колец, двух богато украшенных бронзовых застёжек и шести стеклянных бусин разных цветов, завёрнутых в кусок ткани, рассыпавшейся в процессе просушивания, был зарыт на глубине около 20 см.
На одном из брактеатов имелась руническая надпись, нанесённая по краю диска в направлении против часовой стрелки.
Даритель, Август Фриберг, был удостоен серебряной медали Шведской королевской академии словесности.
Рунический брактеат датируется 500—550 годами н. э., его диаметр — 25-26 мм, вес — 2,87 грамма. В центре помещено стилизованное изображение человеческой головы над скачущим четвероногим животным, напоминающим лошадь.
Надпись, выполненная старшими рунами (размер знаков — 2 мм), нанесена по краю диска в направлении против часовой стрелки.

ᚠᚢᚦᚨᚱᚲᚷᚹ᛫ᚺᚾᛁᛃᛇᛈ…᛫ᛏᛒᛖᛗᛚ…ᛞ
Транслитерация:
fuþarkgw••••••••hnijėp(R)…••••tbeml(ŋ)(o)d••••••
Текст разбит на три группы по восемь рун в каждой, разделённых сериями точек. Диск брактеата был повреждён (по-видимому, при припаивании к нему ушка), в результате чего в конце второй группы руна R практически не читается, утрачены следующая за ней руна s, а также одна или две разделительные точки.
Брактеат был внесён в Корпус рунических надписей Швеции под номером Vg 207.